# Jüdischer Friedhof (Waldlaubersheim)
Der Jüdische Friedhof Waldlaubersheim ist ein Friedhof in der Ortsgemeinde Waldlaubersheim im Landkreis Bad Kreuznach in Rheinland-Pfalz. 
Der jüdische Friedhof liegt etwa zwei Kilometer nordöstlich des Ortes im Distrikt Im Judenwald am Horetberg.
Auf dem 937 m² großen Friedhof, der wohl schon vor dem Jahr 1800 eingerichtet wurde, befinden sich 24 Grabsteine aus der Zeit von 1878 bis 1937.